# John Ikenberry
Gilford John Ikenberry (5 oktober 1954) is een theoreticus van de internationale betrekkingen en het buitenlands beleid van de Verenigde Staten, en hoogleraar Politics and International Affairs aan Princeton-universiteit. Hij is bekend om zijn werk over de liberale theorie van de internationale betrekkingen, zoals de boeken After Victory (2001) en Power, Order, and Change in World Politics (2014). Ikenberry werd in 2021 "'s werelds meest vooraanstaande geleerde van de liberale internationale orde" genoemd.
Hij schreef talrijke bijdragen voor tijdschriften zoals Foreign Affairs, en voor denktanks, onder meer de Council on Foreign Relations. 